# ヒセラ・ドゥルコ
ヒセラ・ドゥルコ（Gisela Dulko, 1985年1月30日 - ）は、アルゼンチン・ブエノスアイレス出身の女子プロテニス選手。WTAツアーでシングルス4勝、ダブルスで2011年全豪オープンを含む17勝を挙げた。自己最高ランキングはシングルス26位、ダブルス1位。右利き、バックハンド・ストロークは両手打ち。赤土のクレーコートを最も得意にした。

## 来歴
ドゥルコは7歳の時、兄のプレーを見てテニスを始めた。2000年に15歳で女子テニス国別対抗戦・フェドカップに初出場し、2001年1月に16歳でプロ入り。ジュニア選手のトーナメントでは、4大大会のジュニア女子ダブルス部門で3勝を挙げ、2000年全米オープン・2001年ウィンブルドン・2002年全豪オープンのジュニア女子ダブルス優勝者になった。2003年4月、モロッコ・カサブランカ大会のダブルスでマリア・エミリア・サレルニ（同じアルゼンチンの選手）と組んでツアー初優勝を果たす。この後全仏オープンで4大大会本戦にデビューした。
2004年、ドゥルコは4年ぶり2度目のフェドカップ代表選手に起用され、チームを「ワールドグループ」準々決勝まで導いた。それからアテネ五輪にもアルゼンチン代表として出場し、女子シングルス1回戦でクロアチア代表のカロリナ・スプレムに 6-7, 5-7 のストレートで敗れた。2005年1月、オーストラリア・ホバート大会で初の女子ツアー大会シングルス決勝に進んだが、ここでは鄭潔（中国）に 2-6, 0-6 で完敗した。直後の全豪オープンで、彼女は初めて「第29シード」に選出された。同年10月、ドゥルコはダブルスで3大会連続優勝を達成する。最初はジャパン・オープン女子ダブルスでマリア・キリレンコと組み、決勝で浅越しのぶ&マリア・ベント＝カブチ（ベネズエラ）組に 7-5, 4-6, 6-3 で勝った。翌週のタイ・バンコク大会では浅越と組み、スペインペアのコンチタ・マルティネス&ビルヒニア・ルアノ・パスクアル組を破って2週連続優勝を果たす。2週間後にはオーストリア・リンツ大会でクベタ・ペシュケ（チェコ）と組み、マルティネス&ルアノ・パスクアル組に2連勝した。
2006年の全豪オープン女子ダブルスで、ドゥルコはマリア・キリレンコと組んでベスト8に入った。この後全仏オープンで4回戦に進み、アンナ＝レナ・グローネフェルト（ドイツ）に 3-6, 4-6 で敗れた。2007年4月、彼女はハンガリー・ブダペスト大会の決勝でソラナ・チルステア（ルーマニア）を 6-7, 6-2, 6-2 で破り、ここで女子ツアー大会のシングルス初優勝を達成した。それから全仏オープン女子ダブルスでマリア・エレナ・カメリン（イタリア）と組み、杉山愛&カタリナ・スレボトニク（スロベニア）組との準々決勝まで勝ち進む。8月末にアメリカ・フォレストヒルズ・テニスクラシックでシングルス2勝目を挙げた。2008年は北京五輪で2度目のオリンピック出場を果たし、シングルス1回戦・ダブルス2回戦敗退の成績に終わっている。
2010年はフラビア・ペンネッタと組みWTAツアー選手権などダブルスで8勝し、ダブルスランキングを1位に上げた。
2011年の全豪オープン女子ダブルスでペンネッタとドゥルコは第1シードから勝ち進み、決勝でビクトリア・アザレンカ&マリア・キリレンコ組を 2–6, 7–5, 6–1 で逆転勝ちして4大大会初のタイトルを獲得した。2月のアカプルコ大会では決勝でアランチャ・パラ・サントンハを 6–3, 7–6(5) で破り3年ぶりのシングルス4勝目を挙げた。ドゥルコは7月にアルゼンチン代表のサッカー選手であるフェルナンド・ガゴと結婚した。全米オープンではエドゥアルド・シュワンクと組んだ混合ダブルスで決勝に進出したが、アメリカのメラニー・ウダン&ジャック・ソック組に 6–7(4), 6–4, [8–10] で敗れ準優勝となった。
2012年11月18日に公式サイトで現役引退を発表した。2013年6月に第1子の長男を出産している。

## WTAツアー決勝進出結果

### シングルス: 8回 (4勝4敗)
| 大会グレード          | 大会グレード                 |
| 2008年以前            | 2009年以後                   |
| --------------------- | ---------------------------- |
| グランドスラム (0–0)  |                              |
| WTAファイナルズ (0–0) |                              |
| ティア I (0–0)        | プレミア・マンダトリー (0-0) |
| ティア I (0–0)        | プレミア5 (0-0)              |
| ティア II (0–0)       | プレミア (0–0)               |
| ティア III (1–0)      | インターナショナル (1-2)     |
| ティア IV ＆ V (2-2)  | インターナショナル (1-2)     |

| 結果   | No. | 決勝日        | 大会             | サーフェス | 対戦相手                               | スコア           |
| ------ | --- | ------------- | ---------------- | ---------- | -------------------------------------- | ---------------- |
| 準優勝 | 1.  | 2005年1月14日 | ホバート         | ハード     | 鄭潔                                   | 2–6, 0–6         |
| 準優勝 | 2.  | 2007年2月11日 | パタヤ           | ハード     | シビル・バンマー                       | 5–7, 6–3, 5–7    |
| 優勝   | 1.  | 2007年4月29日 | ブダペスト       | クレー     | ソラナ・チルステア                     | 6–7(2), 6–2, 6–2 |
| 優勝   | 2.  | 2007年8月25日 | フォレストヒルズ | ハード     | ビルジニ・ラザノ                       | 6–2, 6–2         |
| 優勝   | 3.  | 2008年5月5日  | フェズ           | クレー     | アナベル・メディナ・ガリゲス           | 7–6(2), 7–6(5)   |
| 準優勝 | 3.  | 2009年2月22日 | ボゴタ           | クレー     | マリア・ホセ・マルティネス・サンチェス | 3–6, 2–6         |
| 準優勝 | 4.  | 2010年7月10日 | ボースタード     | クレー     | アラバン・レザイ                       | 3–6, 6–4, 4–6    |
| 優勝   | 4.  | 2011年2月26日 | アカプルコ       | クレー     | アランチャ・パラ・サントンハ           | 6–3, 7–6(5)      |

### ダブルス: 30回 (17勝13敗)
| 大会グレード          | 大会グレード                 |
| 2008年以前            | 2009年以後                   |
| --------------------- | ---------------------------- |
| グランドスラム (0–0)  |                              |
| WTAファイナルズ (0–0) |                              |
| ティア I (0–0)        | プレミア・マンダトリー (1-4) |
| ティア I (0–0)        | プレミア5 (2-1)              |
| ティア II (1-4)       | プレミア (2-1)               |
| ティア III (4–0)      | インターナショナル (4-1)     |
| ティア IV ＆ V (1-2)  | インターナショナル (4-1)     |

| 結果   | No. | 決勝日         | 大会                 | サーフェス    | パートナー                         | 対戦相手                                                            | スコア              |
| ------ | --- | -------------- | -------------------- | ------------- | ---------------------------------- | ------------------------------------------------------------------- | ------------------- |
| 準優勝 | 1.  | 2002年7月8日   | カサブランカ         | クレー        | コンチタ・マルティネス・グラナドス | ペトラ・マンデュラ パトリシア・ワーツシュ                           | 2–6, 1–6            |
| 優勝   | 1.  | 2003年4月5日   | カサブランカ         | クレー        | マリア・エミリア・サレルニ         | ヘンリエッタ・ナギョワ エレナ・タタルコワ                           | 6–3, 6–4            |
| 準優勝 | 2.  | 2004年5月2日   | ワルシャワ           | クレー        | パトリシア・タラビーニ             | シルビア・ファリナ・エリア フランチェスカ・スキアボーネ             | 6–3, 2–6, 1–6       |
| 準優勝 | 3.  | 2004年9月26日  | 北京                 | ハード        | マリア・ベント＝カブチ             | エマヌエル・ガリアルディ ディナラ・サフィナ                         | 4–6, 4–6            |
| 準優勝 | 4.  | 2005年8月22日  | ニューヘイブン       | ハード        | マリア・キリレンコ                 | リサ・レイモンド サマンサ・ストーサー                               | 2–6, 7–6, 1–6       |
| 優勝   | 2.  | 2005年10月9日  | 東京                 | ハード        | マリア・キリレンコ                 | 浅越しのぶ マリア・ベント＝カブチ                                   | 7–5, 4–6, 6–3       |
| 優勝   | 3.  | 2005年10月9日  | バンコク             | ハード        | 浅越しのぶ                         | コンチタ・マルティネス ビルヒニア・ルアノ・パスクアル               | 6–1, 7–5            |
| 優勝   | 4.  | 2005年10月30日 | リンツ               | ハード (室内) | クベタ・ペシュケ                   | コンチタ・マルティネス ビルヒニア・ルアノ・パスクアル               | 6–2, 6–3            |
| 準優勝 | 5.  | 2006年5月1日   | エストリル           | クレー        | マリア・サンチェス・ロレンソ       | 李婷 孫甜甜                                                         | 2–6, 2–6            |
| 優勝   | 5.  | 2006年2月26日  | ボゴタ               | クレー        | フラビア・ペンネッタ               | アグネシュ・サバイ ジャスミン・ヴェール                             | 7–6(1), 6–1         |
| 優勝   | 6.  | 2006年7月23日  | シンシナティ         | ハード        | マリア・エレナ・カメリン           | マルタ・ドマホフスカ サニア・ミルザ                                 | 6–4, 3–6, 6–2       |
| 準優勝 | 6.  | 2006年7月30日  | スタンフォード       | ハード        | マリア・エレナ・カメリン           | アンナ＝レナ・グローネフェルト シャハー・ピアー                     | 1–6, 4–6            |
| 優勝   | 7.  | 2009年1月16日  | ホバート             | ハード        | フラビア・ペンネッタ               | アリョーナ・ボンダレンコ カテリナ・ボンダレンコ                     | 6–2, 7–6(4)         |
| 準優勝 | 7.  | 2009年2月22日  | ボゴタ               | クレー        | フラビア・ペンネッタ               | ヌリア・リャゴステラ・ビベス マリア・ホセ・マルティネス・サンチェス | 5–7, 6–3, [7–10]    |
| 準優勝 | 8.  | 2009年3月21日  | インディアンウェルズ | ハード        | シャハー・ピアー                   | ビクトリア・アザレンカ ベラ・ズボナレワ                             | 4–6, 6–3, [5–10]    |
| 準優勝 | 9.  | 2009年5月3日   | シュトゥットガルト   | クレー        | フラビア・ペンネッタ               | ベサニー・マテック＝サンズ ナディア・ペトロワ                       | 7–5, 3–6, [7–10]    |
| 優勝   | 8.  | 2009年7月11日  | ボースタード         | クレー        | フラビア・ペンネッタ               | ヌリア・リャゴステラ・ビベス マリア・ホセ・マルティネス・サンチェス | 6–2, 0–6, [10–5]    |
| 優勝   | 9.  | 2010年2月20日  | ボゴタ               | クレー        | エディナ・ガロビッツ               | オリガ・サブチュク アナスタシア・ヤキモワ                           | 6–2, 7–6(6)         |
| 優勝   | 10. | 2010年4月4日   | マイアミ             | ハード        | フラビア・ペンネッタ               | ナディア・ペトロワ サマンサ・ストーサー                             | 6–3, 4–6, [10–7]    |
| 優勝   | 11. | 2010年5月2日   | シュトゥットガルト   | クレー        | フラビア・ペンネッタ               | クベタ・ペシュケ カタリナ・スレボトニク                             | 3–6, 7–6(3), [10–5] |
| 優勝   | 12. | 2010年5月8日   | ローマ               | クレー        | フラビア・ペンネッタ               | ヌリア・リャゴステラ・ビベス マリア・ホセ・マルティネス・サンチェス | 6–4, 6–2            |
| 準優勝 | 10. | 2010年5月15日  | マドリード           | クレー        | フラビア・ペンネッタ               | セリーナ・ウィリアムズ ビーナス・ウィリアムズ                       | 2–6, 5–7            |
| 優勝   | 13. | 2010年7月10日  | ボースタード         | クレー        | フラビア・ペンネッタ               | レナタ・ボラコバ バルボラ・ザフラボバ・ストリコバ                   | 7–6(0), 6–0         |
| 優勝   | 14. | 2010年8月23日  | モントリオール       | ハード        | フラビア・ペンネッタ               | クベタ・ペシュケ カタリナ・スレボトニク                             | 7–5, 3–6, [12–10]   |
| 準優勝 | 11. | 2010年10月9日  | 北京                 | ハード        | フラビア・ペンネッタ               | 荘佳容 オリガ・ゴボツォワ                                           | 6–7(2), 6–1, [7–10] |
| 優勝   | 15. | 2010年10月23日 | モスクワ             | ハード        | フラビア・ペンネッタ               | サラ・エラニ マリア・ホセ・マルティネス・サンチェス                 | 6–3, 2–6, [10–6]    |
| 優勝   | 16. | 2010年10月31日 | ドーハ               | ハード        | フラビア・ペンネッタ               | クベタ・ペシュケ カタリナ・スレボトニク                             | 7–5, 6–4            |
| 優勝   | 17. | 2011年1月28日  | 全豪オープン         | ハード        | フラビア・ペンネッタ               | ビクトリア・アザレンカ マリア・キリレンコ                           | 2–6, 7–5, 6–1       |
| 準優勝 | 12. | 2011年10月1日  | 東京                 | ハード        | フラビア・ペンネッタ               | リーゼル・フーバー リサ・レイモンド                                 | 6–7(4), 6–0, [6–10] |
| 準優勝 | 13. | 2011年10月8日  | 北京                 | ハード        | フラビア・ペンネッタ               | クベタ・ペシュケ カタリナ・スレボトニク                             | 3–6, 4–6            |

## 4大大会シングルス成績
略語の説明
| W | F | SF | QF | #R | RR | Q# | LQ | A | Z# | PO | G | S | B | NMS | P | NH |

W=優勝, F=準優勝, SF=ベスト4, QF=ベスト8, #R=#回戦敗退, RR=ラウンドロビン敗退, Q#=予選#回戦敗退, LQ=予選敗退, A=大会不参加, Z#=デビスカップ/BJKカップ地域ゾーン, PO=デビスカップ/BJKカッププレーオフ, G=オリンピック金メダル, S=オリンピック銀メダル, B=オリンピック銅メダル, NMS=マスターズシリーズから降格, P=開催延期, NH=開催なし.
| 大会           | 2002 | 2003 | 2004 | 2005 | 2006 | 2007 | 2008 | 2009 | 2010 | 2011 | 2012 | 通算成績 |
| -------------- | ---- | ---- | ---- | ---- | ---- | ---- | ---- | ---- | ---- | ---- | ---- | -------- |
| 全豪オープン   | LQ   | A    | 1R   | 2R   | 2R   | 2R   | 1R   | 2R   | 3R   | 1R   | 1R   | 6–9      |
| 全仏オープン   | LQ   | 1R   | 3R   | 2R   | 4R   | 2R   | 2R   | 3R   | 2R   | 4R   | LQ   | 14–9     |
| ウィンブルドン | LQ   | LQ   | 3R   | 2R   | 3R   | 1R   | 3R   | 3R   | 1R   | A    | LQ   | 8-7      |
| 全米オープン   | LQ   | LQ   | 2R   | 2R   | 1R   | 1R   | 1R   | 4R   | 3R   | 2R   | A    | 8–8      |

※: 2008年ウィンブルドン2回戦の不戦勝は通算成績に含まない